# Zhu Dening
Zhu Dening (Xiamen, 15 luglio 1999) è un atleta paralimpico cinese specializzato nelle gare di velocità e nel salto in lungo e classificato T38 a causa della sua atassia congenita che gli causa scompensi di equilibrio e coordinazione.

## Biografia
Inizia a praticare l'atletica leggera nel 2015 e nel 2018 calca già la pista e la pedana dei Giochi para-asiatici di Giacarta, dai quali torna a casa con tre medaglie d'oro nei 100 e 200 metri T38 e nel salto in lungo T37-38.
Ai campionati mondiali paralimpici di Dubai 2019 si diploma campione del mondo dei 100 metri T38 e del salto in lungo T38, mentre si classifica dodicesimo nei 400 metri T38.
Nel 2021 prende parte ai Giochi paralimpici di Tokyo, dove conquista la medaglia d'argento nei 100 metri T38 e quella d'oro nel salto in lungo T38, con tanto di record mondiale paralimpico grazie a un salto da 7,13 m.

## Record nazionali
- Salto in lungo T38: 7,13 m  ( Tokyo, 1º settembre 2021)

## Palmarès
| Anno | Manifestazione       | Sede     | Evento                | Risultato | Prestazione | Note                          |
| ---- | -------------------- | -------- | --------------------- | --------- | ----------- | ----------------------------- |
| 2018 | Giochi para-asiatici | Giacarta | 100 m T38             | Oro       | 11"33       |                               |
| 2018 | Giochi para-asiatici | Giacarta | 200 m T38             | Oro       | 22"71       |                               |
| 2018 | Giochi para-asiatici | Giacarta | Salto in lungo T37-38 | Oro       | 6,85 m      |                               |
| 2019 | Mondiali paralimpici | Dubai    | 100 m T38             | Oro       | 11"00       | Miglior prestazione personale |
| 2019 | Mondiali paralimpici | Dubai    | 400 m T38             | 12º       | 57"45       |                               |
| 2019 | Mondiali paralimpici | Dubai    | Salto in lungo T38    | Oro       | 6,61 m      |                               |
| 2021 | Giochi paralimpici   | Tokyo    | 100 m T38             | Argento   | 11"00       | Miglior prestazione personale |
| 2021 | Giochi paralimpici   | Tokyo    | Salto in lungo T38    | Oro       | 7,13 m      |                               |
| 2023 | Mondiali paralimpici | Parigi   | 100 m piani T38       | Argento   | 11"00       |                               |
| 2023 | Mondiali paralimpici | Parigi   | Salto in lungo T38    | Oro       | 6,78 m      |                               |